# Emil Karlsson
Emil Karlsson (Vapnö, 15 marzo 1908 – Halmstad, 21 maggio 2000) è stato un calciatore svedese, di ruolo attaccante.